# Centris cornuta
Centris cornuta là một loài Hymenoptera trong họ Apidae. Loài này được Cresson mô tả khoa học năm 1865.